# Parlamentswahl in Belgien 1991
- ROSSEM: 3
- Agalev: 7
- Ecolo: 10
- SP: 28
- PS: 35
- FDF-PPW: 3
- PVV: 26
- PRL: 20
- PSC: 18
- CVP: 39
- VU: 10
- VB: 12
- FN: 1

- CVP: 39
- PS: 35
- SP: 28
- PSC: 18
- PVV: 26
- PRL: 20
- VB: 12
- VU: 10
- Ecolo: 10
- Agalev: 7
- FDF-PPW: 3
- ROSSEM: 3
- FN: 1

Die Wahl zum belgischen Parlament 1991 wurde am 24. November 1991 abgehalten. Die Regierung Martens VIII, bestehend aus Christdemokraten (CVP und PSC), Sozialisten (PS und SP) und der Volksunie (VU), verlor ihre für eine Verfassungsänderung notwendige 2/3-Mehrheit, als am 29. September 1991 die VU, aus Protest gegen Waffenexporte nach Saudi-Arabien, die Koalition verließ. Der von Premierminister Wilfried Martens angebotene Rücktritt wurde von König Baudouin abgelehnt und das Parlament am 17. Oktober aufgelöst.

## Kammer (Unterhaus)

### Parteien
Die hohe Wahlbeteiligung von über 90 % verdankte sich der in Belgien geltenden Wahlpflicht. Die vier an der Regierung beteiligten Parteien konnten zwar ihre Parlamentsmehrheit halten, mussten jedoch alle Mandatsverluste hinnehmen. Die wallonischen Sozialisten (PS) verloren fünf Sitze, die flämischen Sozialisten (SP) büßten vier Sitze ein. Die wallonischen Christdemokraten (PSC) mussten ein Mandat abgeben, die flämischen Christdemokraten (CVP) verloren vier Sitze.
Die wallonischen Liberalen PRL verloren drei Sitze, wohingegen die flämischen Liberalen (PVV) sich um ein Mandat verbesserten.
Die beiden grünen Parteien gewannen Stimmen, die wallonischen Grünen (Ecolo) verdoppelten ihren Stimmanteil und gewannen sieben Sitze dazu, die flämischen Grünen (Agalev) erhielten ein zusätzlichen Sitz.
Der rechtspopulistische Vlaams Blok (VB) versechsfachte die Anzahl der Sitze auf nunmehr zwölf, die nationalistische flämische Volksunie (VU) büßte sechs Sitze ein. Der rechtsextreme FN errang ein Mandat. Die frankophone FDF, bei dieser Wahl auf einer gemeinsamen Liste mit der PWW angetreten – konnte ihre 3 Mandate halten, der erstmals angetretene anarchistische ROSSEM zog mit 3 Abgeordneten in die Kammer ein.

### Ergebnisse
Es errangen 13 Parteien Sitze in der Abgeordnetenkammer.
Das amtliche Endergebnis:
| Wahlberechtigte    | 7.144.088 |         |           |       |           |
| abgegebene Stimmen | 6.623.987 | 92,72 % |           |       |           |
| gültige Stimmen    | 6.162.160 | 93,03 % |           |       |           |
|                    | Stimmen   | Anteil  | ± zu 1987 | Sitze | ± zu 1987 |
| CVP                | 1.036.165 | 16,81 % | −2,64 %   | 39    | −4        |
| PS                 | 831.199   | 13,49 % | −2,15 %   | 35    | −5        |
| PVV                | 738.016   | 11,98 % | +0,43 %   | 26    | +1        |
| SP                 | 737.976   | 11,98 % | −2,92 %   | 28    | −4        |
| PRL                | 501.647   | 8,14 %  | −1,27 %   | 20    | −3        |
| PSC                | 476.730   | 7,74 %  | −0,26 %   | 18    | −1        |
| VB                 | 405.247   | 6,58 %  | +4,68 %   | 12    | +10       |
| VU                 | 363.124   | 5,89 %  | −2,17 %   | 10    | −6        |
| Ecolo              | 312.624   | 5,07 %  | +2,50 %   | 10    | +7        |
| AGALEV             | 299.550   | 4,86 %  | +0,38 %   | 7     | +1        |
| ROSSEM             | 198.182   | 3,22 %  | +3,22 %   | 3     | +3        |
| FDF/PPW            | 90.813    | 1,47 %  | +0,31 %   | 3     | ±0        |
| FN                 | 64.992    | 1,05 %  | +0,93 %   | 1     | +1        |

1. ↑  Bei der Wahl 1987 FDF

Abstimmungsverhalten nach Blöcken
| Parlamentswahl in Belgien 1991 %3020100 25,4724,5520,129,936,585,893,221,471,05 PS/ SPPSC/ CVPPRL/ PVVEcolo/ AgalevVBVUROSSEMFDF-PPWhFNGewinne und Verlusteim Vergleich zu 1987 %p 6 4 2 0 −2 −4 −6−5,07−2,90−0,84+2,88+4,68−2,17+3,22+0,31+0,93PS/ SPPSC/ CVPPRL/ PVVEcolo/ AgalevVBVUROSSEMFDF-PPWFNAnmerkungen:h 1987: FDF |

## Senat (Oberhaus)
Neben den Kammer-Abgeordneten wurden auch 106, von insgesamt 185 Senatoren, direkt gewählt.
Wie bei den Wahlen zur Abgeordnetenkammer verloren die Regierungsparteien Mandate, nur die wallonischen Christdemokraten (PSC) konnte die Anzahl der Senatoren halten. Die wallonischen Liberalen (PRL) verloren drei Mandate, die flämischen Liberalen (PVV) gewannen zwei Mandate. Die Grünen (Ecolo und Agalev) stellten zusätzlich sechs Senatoren. Bei den flämischen Nationalisten verbesserte sich der Vlaams Blok von einem auf fünf Senatoren, die Volksunie verlor 3 Sitze. Die FDF hielt ihren Senatssitz, ROSSUM erhielt einen Sitz im Senat.

### Ergebnisse
Insgesamt 12 Parteien wurden in den Senat gewählt.
Das amtliche Endergebnis:
| Wahlberechtigte    | 7.144.888 |         |           |       |           |
| abgegebene Stimmen | 6.624.975 | 92,72 % |           |       |           |
| gültige Stimmen    | 6.117.614 | 92,34 % |           |       |           |
|                    | Stimmen   | Anteil  | ± zu 1987 | Sitze | ± zu 1987 |
| CVP                | 1.028.699 | 16,82 % | −2,37 %   | 20    | −2        |
| PS                 | 814.136   | 13,31 % | −2,43 %   | 18    | −2        |
| SP                 | 730.274   | 11,94 % | +2,77 %   | 14    | −3        |
| PVV                | 713.542   | 11,36 % | +0,39 %   | 13    | +2        |
| PRL                | 496.562   | 8,12 %  | −1,14 %   | 9     | −3        |
| PSC                | 483.961   | 7,91 %  | +0,12 %   | 9     | ±0        |
| VB                 | 414.481   | 6,78 %  | +4,76 %   | 5     | +4        |
| VU                 | 365.173   | 5,97 %  | −2,15 %   | 5     | −3        |
| Ecolo              | 323.683   | 5,29 %  | +2,52 %   | 6     | +4        |
| AGALEV             | 314.360   | 5,14 %  | +0,23 %   | 5     | +2        |
| ROSSEM             | 196.052   | 3,20 %  | +3,20 %   | 1     | +1        |
| FDF/PPW            | 86.026    | 1,41 %  | +1,41 %   | 1     | +1        |

1. ↑  Bei der Wahl 1987 FDF

## Regierungsbildung
Nach dem Austritt der VU aus der Regierung bildete Premierminister Wilfried Martens am 29. September eine Übergangsregierung aus Sozialisten (PS und SP) sowie Christdemokraten (CVP und PSC). Nach den deutlichen Stimmenverluste der Regierungsparteien bei der Parlamentswahl erklärte Martens, nicht mehr als Premierminister zur Verfügung zu stehen. Die Regierung Dehaene I bestehend aus den gleichen vier Parteien wurde am 7. März 1992 vereidigt.